# 支持政党なし (政治団体)
支持政党なし（しじせいとうなし）は、日本の政治団体である。略称は「支持なし」。2013年7月1日結党。

2014年の衆議院総選挙時には、識者や一部から紛らわしい名称との指摘があり、物議を醸していた。

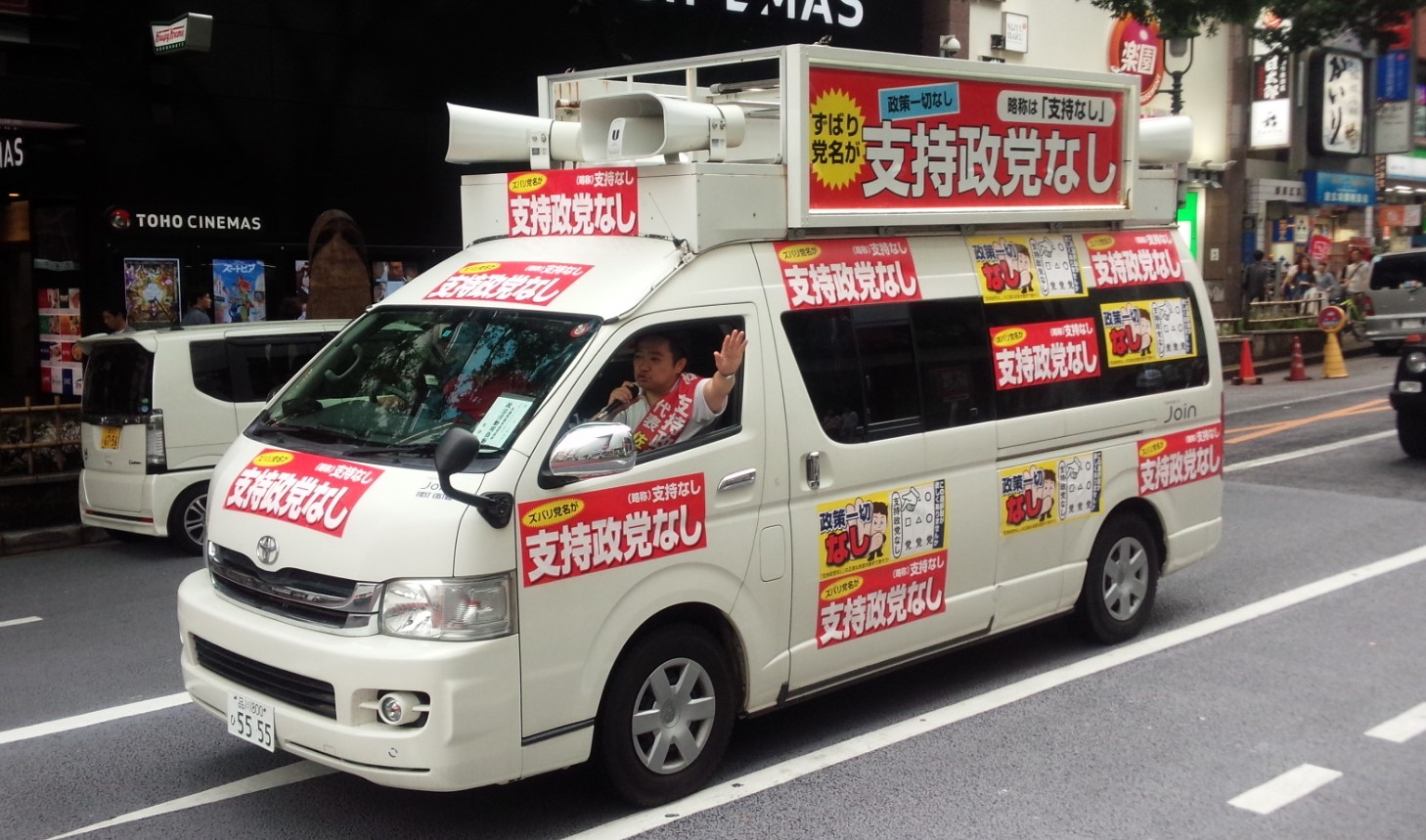
第24回参院選での支持政党なしの選挙運動車。助手席で演説を行っているのは代表の佐野秀光（2016年7月9日、東京都渋谷区）

初代代表の佐野秀光は第45回衆議院議員総選挙（2009年）、第22回参議院議員通常選挙（2010年）、第46回衆議院議員総選挙（2012年）に立候補経験があり、政治団体「新党本質」を結成した経緯があった。

## 党史

### 第47回衆議院議員総選挙
比例北海道ブロック 党派別得票数（第47回衆議院議員総選挙）
2014年の第47回衆議院議員総選挙において、比例北海道ブロックから、代表の佐野と佐野の義母・本藤昭子の2名が立候補した。北海道での立候補について佐野は「定数が8の北海道では候補者を2人擁立すれば比例代表で立候補できる」、「（北海道の風土は）外部の文化や人を受け入れやすい」と説明した。選挙に先立ち、政治団体「支持政党なし」結成届を総務省に提出、政治団体名の届け出は既存政党と同一名称や類似名称でなく、代表や比例候補者の氏名を想像させる名前でなければ、公序良俗に反しない限り原則自由として、同名での結成が認められた。但し、団体名が一般語彙に近いこともあり、蓮舫（民主党参議院議員）が「これは政党名です、誤って欄にマークを付けないように」とTwitterで北海道のフォロワーに注意喚起をするなど、「『支持政党なし』は団体名」との周知が一部で行われた。また、投票時の略称などの記載の取り扱いについて、北海道選挙管理委員会や札幌市・旭川市の選挙管理委員会によると、佐野側が指定した略称の「支持なし」のほか、「政党なし」、「支持政党」、「支持」と記載されていた場合、「支持政党なし」の有効票になるが、「なし」については、道の選管は無効票になるとコメント、最終的には各開票所の開票管理者が判断することとなった。なお、当初は佐野が略称を「なし」にする予定で事前に総務省に2回確認に行き「他にそのような名前が出てこなかったら大丈夫」と言われて了解を貰っていたが、NHK北海道での政見放送収録直前に総務省から略称が「なし」ではダメという話となったために佐野が略称を「支持なし」とした経緯がある。
抽選の結果、投票所での比例代表選挙の政党名簿の並び順が一番右端となった。
同選挙では議席の獲得には及ばなかったものの、「新党本質」で出馬した2009年総選挙の得票数（7,399票）を大きく上回る104,854票を獲得、同ブロックの次世代の党と社会民主党の両国政政党を上回った。
但し、前述の通り「紛らわしい」党名であったため、一部メディアからは「有権者をだます意図があった」と批判された。
- 北海民友新聞は「名称が紛らわしいとの批判が一部であった」と言及した[14]。
- 信濃毎日新聞は「有権者をミスリードするとの批判はある」と論評した[15]。
- 朝鮮日報は「『選挙制度の特性を悪用した詐欺』と批判する声が続出している」と報じた[16]。

佐野は選挙翌々日の12月16日、ジャパンタイムズの取材に対して「私は有権者に対して、有権者自身の正直な意見―選挙で支持する政党がないこと―を表明する選択肢を提供したかった」と説明した。また、佐野系の団体の票が急伸したことについて、産経新聞は「普段の選挙であれば『支持政党なし』は無効票になり数字として表れないが、今回は有効票になった」、毎日新聞は「我々は無党派層のための代替の選択肢であったと信じている」と、佐野の発言をそれぞれ伝えた。
アメリカのニュースサイト International Forecaster は「（支持したい政党が無い）有権者は白票や無効票を投じるであろうことから、この選挙では社民党のような主要な野党よりも、同党へ投票したいと考えた人が多かったことを示している」と分析した。

### 第24回参議院議員通常選挙
比例代表 党派別得票数（第24回参議院議員通常選挙）
2016年の第24回参議院議員通常選挙には比例区2名、選挙区8名の10名が擁立された。比例区からは2年前の総選挙と同じく佐野と本藤が、選挙区では北海道、東京都、神奈川県、大阪府、熊本県で立候補し（東京都のみ4名、他道府県は各1名）、佐野の親族、知人、佐野の経営する会社幹部などで占められた。供託金3,600万円は佐野が自費で党に貸す形で賄われた。
佐野にとっては初めての全国進出となったため、6人区の東京都選挙区には公営掲示場の選挙ポスター貼りを使った知名度浸透を目的として4人を擁立した。ポスターの並び順は立候補受付の届け出順で決まり、公示日の受付開始前に複数の立候補者が届け出た場合は抽選で順番を決めるため、抽選の終了後に4人の候補が続けて届け出ることによってポスターの並び順を4人分連続して確保した。ポスターは候補者名を一切出さず政治団体名「支持政党なし」を全面に出したものであったため、掲示板に「支持政党なし」の同一ポスターが4枚連続で並ぶことになった。東京都選管は「（ポスターの内容については、）公職選挙法などの法令上、公序良俗に反していなければ基本的に自由で、候補者名はなくても違反ではない」「ポスターの並び方も規定に基づいており違法ではない」としている。佐野はポスター張りの戦略について、「候補者名より団体名を覚えてもらうことが目的。法律の範囲内でできることをしている」、「有名な候補者ならいざ知らず、我々みたいな無名の候補者の顔なんて、いちいち覚えてませんから（笑）」と語った。
選挙戦では、元日本未来の党東京3区支部長の池田剛久（第46回衆議院議員総選挙に出馬し落選した経験あり）が応援演説に立ったり、スポークスマン的な役割を担うなどした。また、東京都町田市議の吉田勉が、「吉田つとむ発見動画チャンネル」にて、佐野の単独インタビューを公開したり、東京都世田谷区議の阿部力也が「既成政党の既得権と真っ向勝負の同志『支持政党なし』に期待したい!」とエールを送ったりした。比例区の政見放送では、海外におけるボランティア活動の実績もあるフリーアナウンサーの咲さくらが、佐野の対談相手として出演した。
政治学者の山口二郎はTwitterで、「代表が自民公明の政策以外はすべて絵空事と言っている。つまり与党の別動隊であるということ。新聞にはこの党の資金源を明らかにしてほしい」とツイート。これに対して佐野は、「正気ですか?圧倒的な議席数があるのに。資金源は代表の貸付ですよ。あなたも世の中に文句があり戦う学者 ならば、選挙に出て戦いなさいよ!!ツイッターでゴタクヲ並べてないで。明日にでも会いますか?どこでも行きますよ!」と反論した。なお、佐野は何度も与党を厳しく批判しており、こと参院選直前にクローズアップされた舛添要一の公私混同問題に関しては、自民党と公明党の都議も辞職すべきであるという見解を示していた。
投票終了後の深夜に、大川豊と対談した佐野には空元気さえ見られず、開票速報を見た上で得票数は予想より少ないと率直に認めていた。結局、全員落選に終わり、供託金は全額没収。しかし、比例区で得票率が1％を超えたため、新聞広告費の公費負担対象にはなった。得票数は64万7071票で、12団体中9位だった。比例区における誤認投票の可能性については「衆院選の場合は投票所の台の上に貼られているのは政党名だけであるが、参院選の場合は政党名の他に候補者名があるので、誤認投票の可能性はない」と述べた。なお、選挙区に立った8名は合計12万7366票を得たが、これは確実に支持された証と認識している。また、「速報ニュース通知アプリ – PAGEVIEW」が、開票中に「支持政党なし、参院選比例区で1議席獲得の見通し」と通知するも、直後に記者から「誤りだった可能性がある」との連絡を受け、即座に訂正、お詫びするというハプニングもあった。
その後、「支持政党なし」と佐野は、「投票用紙に「なし」とだけ書かれた票は大半の開票所で無効票とされたが、「支持政党なし」への票とみなすべきで、無効票に占める「なし」と書かれた票の割合から「支持政党なし」の有効票は（当選圏内に入る）約50万票の上積みはあったのに当選できなかった」として、比例区で最下位当選した自民党議員（園田修光）の当選無効を求め、東京高裁に提訴した。佐野はNHKや産経新聞で「なし」が略称として報じられていたことを主張していたが、2016年11月16日に東京高裁は「なし」と書かれた票は「『なし』という記載だけから、政党に投票する意思があったと推定するのは無理がある。適任の候補者がいないという趣旨で書いた可能性も高いと考えるのが常識的だ」として「支持政党なし」への投票であるとは認められないとして佐野の請求を棄却している。佐野は上告するも、2017年3月21日に最高裁は上告を退け、佐野の請求棄却が確定した。
なお佐野はこの参院選について、今までの国政選挙の3回と比較して無効票の数が1.5倍増えていると指摘している。横浜市港北区の開票所の開票立会人になっていた支持政党なしの選挙スタッフによると、そこでは無効票の中に「なし」と書かれた票が約1500票あったとのこと。それは実に無効票の37％を占める数字で、これを全国に当てはめると、比例区の無効票207万5189票のうち、「なし」と書かれた無効票（「支持政党なし」の立場からすれば、自身に入るはずだった票）は約76万票あったと考えられる。また、佐野によれば「全国の地方自治体に『なし』と書いてあった投票用紙の扱いについて問い合せると、『総務省の指示に従って無効にした』と回答した自治体が少なくありませんでした」とも語っている。

### 2016年参院選後の活動
2016年8月、支持政党なしのホームページ上でアンケートを実施したところ、「直接民主主義の主張に賛同」との回答が多かったという。もしも支持政党なしが議席を獲得していたなら、内閣総理大臣と参院正副議長には誰が良いと思うかをアンケートする予定だった。
2016年10月実施の衆院東京10区補選に候補者を擁立する意向を示していたが、結局のところ適任者が見つからず断念した。

### 第48回衆議院議員総選挙
比例東京ブロック 党派別得票数（第48回衆議院議員総選挙）
2017年10月7日、共同通信の取材によると、支持政党なし代表の佐野秀光は、次期衆議院議員総選挙の比例代表に候補者を擁立する方向で調整していることが分かった。佐野代表は東京、九州、北関東のいずれかのブロックに絞っての活動を検討する方向性を示し、同日に比例代表東京ブロックに候補者を擁立する方針を固めた。佐野代表は「希望の党など新しい政党が誕生する中でも支持する党がない有権者の受け皿になりたい」と語った。
2017年実施の第48回衆議院議員総選挙には比例東京ブロックに佐野を含む4人を立候補させた。抽選の結果、投票所での比例代表選挙の政党名簿の並び順が右から2番目となった。前回の第47回衆院選と同様に2回連続して同ブロックにおいて既存政党の社会民主党をダブルスコアで、日本のこころ（旧次世代の党）とはトリプルスコアの票を獲得するものの議席獲得には及ばなかった。
尚、政党要件のない政治団体が政党要件のある政党の得票を衆院選で上回ったのは、「支持政党なし」のほかに新党大地、日本保守党の例があるが、議席を獲得できなかったのは「支持政党なし」のみである。
共同通信が開票日に実施した衆院選投票所の出口調査によると、比例代表東京ブロックで「支持政党なし」と答えた無党派層の投票先は立憲民主党31.9%、自民党19.1%、希望の党17.0%、共産党10.9%に次いで支持政党なし10.7%と、既存の政党の公明党、日本維新の会、社民党、日本のこころ（旧次世代の党）を大きく上回った。
2018年には『小説 野性時代』（KADOKAWA）でフリーライターの畠山理仁のインタビューに答えている。その際、佐野自身は安楽死に賛成だが、ネット投票で安楽死への反対票が上回れば、その結果に従い議会では安楽死に反対する票を投ずると答えている。

### 第25回参議院議員通常選挙
2019年に行われる第25回参議院議員通常選挙においては、当初候補者を擁立する予定で動いており、一時親交のある立花孝志率いるNHKから国民を守る党から比例区に佐野一人が推薦候補として出馬を行うという発表もあった。しかし最終的にはいずれも断念し、「安楽死党」を改称した政治団体「安楽死制度を考える会」から立候補を行うこととなった。

### 第49回衆議院議員総選挙
比例北海道ブロック 党派別得票数（第49回衆議院議員総選挙）
2021年10月に行われた第49回衆議院議員総選挙では支持政党なしの原点となる比例北海道ブロックに代表の佐野秀光及び北海道代表の中村治の2人が立候補した。
インターネットを利用した直接民主制の訴えの他、公設秘書をゼロとして雇わないという公約及び政党助成金も受け取らないとも訴えている。その他にも、現行法では出来ない議員報酬を一部もしくは全額でも返納出来る様に法改正を目指すという公約を打ち出している。今回の衆議院議員総選挙では全国で野党が連携し一本化をはかり、自民党か野党統一候補かとの争いの中、北海道ブロックの比例代表にはもう一つの支持政党なしの選択肢が出来る事となった。
投開票の結果、社会民主党やNHKと裁判してる党弁護士法72条違反でを上回る得票を得たが議席獲得には至らなかった。

### 2022年
2022年7月の第26回参議院議員通常選挙では立候補を見送り、佐野はブログで「今後は政治活動として安楽死制度を考える会をやっていこうと思っております」と述べた。

## 政策
党の公約としては、政策そのものは一切提示せず、手段としての直接民主主義を前面に押し出した。近年、いわゆる「無党派層」と呼ばれる、特定の政党の支持を持たない有権者が増えている。その「支持政党なし」の有権者は、政党名で投票する比例区には選択肢がないため、自分の考え方にすべて合致していなくても、考え方が近い候補であったり、その時々の人気のある政治家に投票するしか道がないとされている。そこで、この団体は、政党（団体）としての政策を持たず、議会における様々な議案・法案を一つずつ、インターネットなどを通して、有権者にその議決に参加することで、「有権者一人ひとりの意見を基にして、使者として議決権を行使しに行くだけ」として、党としての政策を持たずに選挙運動に取り組むとしている。これらの事から党の政治的立場は E-デモクラシーであると言える。そのため、知事などの首長選挙については「こういうところは政策がないとダメ」という理由で、立候補しないと明言している。